# Mistrovství světa v judu 1975
IX. mistrovství světa se konalo v Stadthalle ve Vídni ve dnech 23.-25. října 1975.

## Program
- ČTV – 23.10.1975 – těžká váha (+93 kg)
- ČTV – 23.10.1975 – polotěžká váha (−93 kg)
- PAT – 24.10.1975 – střední váha (−80 kg)
- PAT – 24.10.1975 – polostřední váha (−70 kg)
- SOB – 25.10.1975 – lehká váha (−63 kg)
- SOB – 25.10.1975 – bez rozdílu vah

## Výsledky
| Kategorie | Podrobně | Zlato                      | Stříbro                    | Bronz                   | Bronz                      |
| --------- | -------- | -------------------------- | -------------------------- | ----------------------- | -------------------------- |
| −63 kg    | podrobně | Jošiharu Minami (JPN)      | Kacuhiko Kašiwazaki (JPN)  | Felice Mariani (ITA)    | Torsten Reißmann (GDR)     |
| −70 kg    | podrobně | Vladimir Něvzorov (URS)RUS | Valerij Dvojnikov (URS)UKR | Kacunori Akimoto (JPN)  | Kodži Kuramoto (JPN)       |
| −80 kg    | podrobně | Šózó Fudžii (JPN)          | Jošimi Hara (JPN)          | Adam Adamczyk (POL)     | Jean-Paul Coche (FRA)      |
| −93 kg    | podrobně | Jean-Luc Rougé (FRA)       | Mičinori Išibaši (JPN)     | Viktor Betanov (URS)RUS | Ramaz Charšiladze (URS)GEO |
| +93 kg    | podrobně | Sumio Endó (JPN)           | Sergej Novikov (URS)UKR    | Pak Čong-kil (PRK)      | Čónosuke Takagi (JPN)      |